# Ai Khanoum
Koordinaten: 37° 10′ 0″ N, 69° 24′ 30″ O

Lageplan von Ai Khanoum

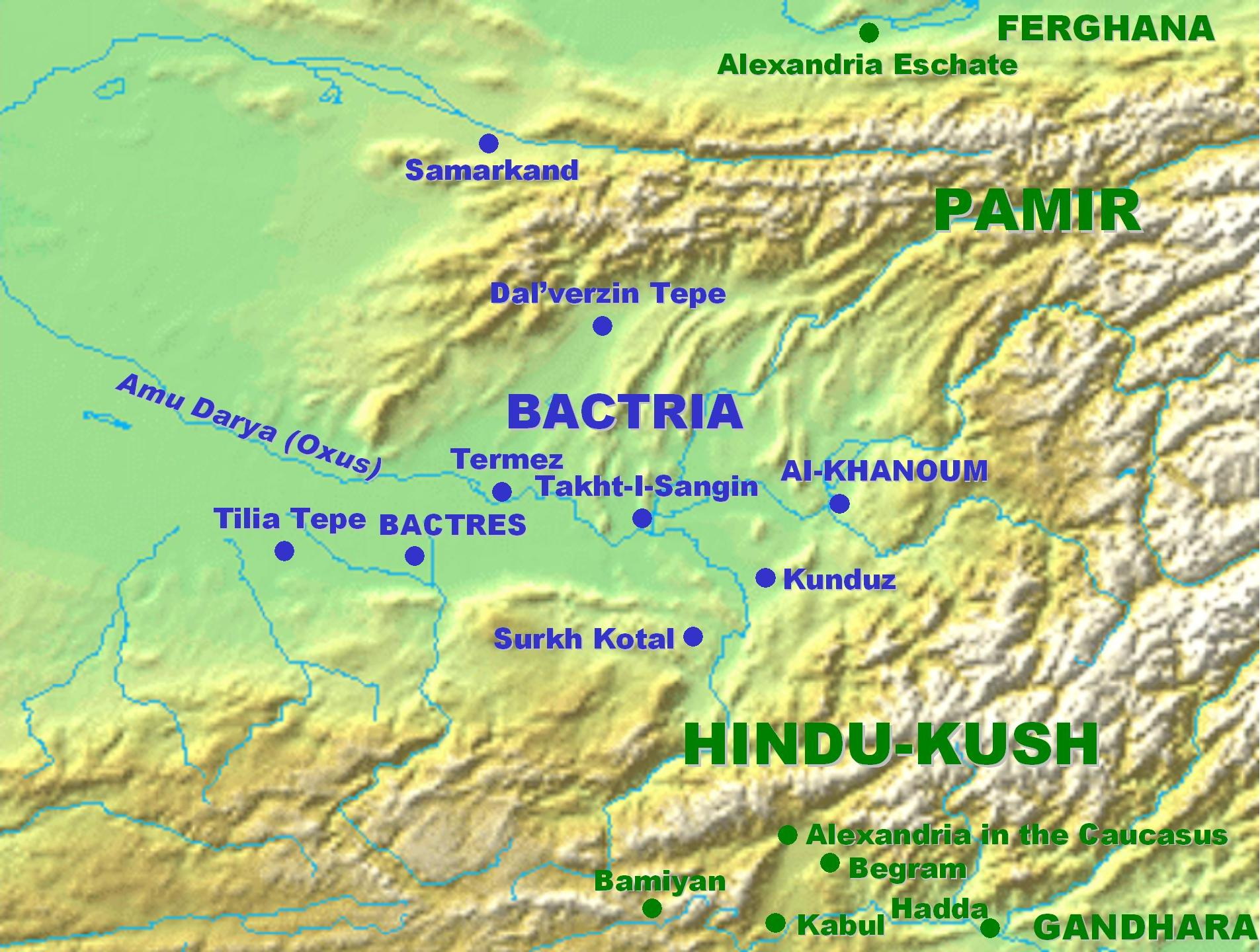
Ai-Khanoum lag im äußersten Osten von Baktrien.

Ai Khanoum oder Ay Chānom (auch Ay Khanum und Ai Xanum) ist eine archäologische Ausgrabungsstätte in der Provinz Tachar im Nordosten Afghanistans. Es handelt sich bis heute um die einzigen großflächig untersuchten Reste einer griechisch-baktrischen Stadt. Der Ort wurde um 145 v. Chr. durch die Invasion von Nomaden fast vollkommen zerstört. Da er danach verlassen und später nicht wieder besiedelt wurde, ist er in den Grundmauern besonders gut erhalten. Der antike Name dieser hellenistischen Stadt ist bislang unbekannt.
Nachdem Gholam Serwar Nasher, Khan der Kharoti, bei einer Jagd Relikte fand, beauftragte er den Archäologen Daniel Schlumberger mit den Ausgrabungen. Die Stätte wurde schließlich zwischen 1964 und 1978 von einem französischen Team unter der Leitung von Paul Bernard ausgegraben. Danach gab es auch vereinzelte sowjetische Grabungen.

## Die Stadt
Ai Khanoum, dessen antiker Name unbekannt bzw. umstritten ist, wurde wohl kurz nach Alexander dem Großen gegründet. Es gibt Vermutungen, dass es sich um das aus antiken Quellen bekannte Alexandria am Oxus und um das spätere Eukratideia handeln könnte. Die Stadt war ca. 2 km × 1,5 km groß, liegt am Oxus und wird im Osten von einem hohen Berg, auf dem sich die bisher wenig erforschte Oberstadt befindet, begrenzt. Dieser Berg bietet dem Ort natürlichen Schutz. Andere Teile der Stadt waren von mächtigen Wallanlagen geschützt. Außerhalb der Mauern gab es eine Vorstadt und die Nekropolen. In der Stadt gab es ein griechisches Theater und ein Gymnasion. Beides legt nahe, dass der Ort als typisch hellenistische Polis organisiert war.

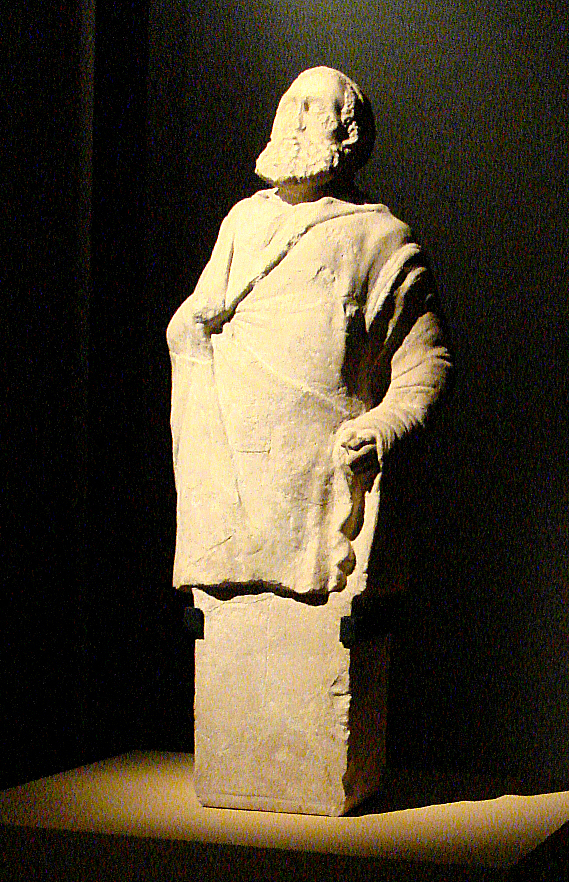
Griechische Herme aus Ai Khanoum

Lange Zeit war die Kultur der baktrischen Griechen nur durch ihre Münzprägungen bekannt. Die Ausgrabungen in Ai Khanoum bestätigten das durch die Münzen gewonnene Bild: Die griechisch-baktrische Kunst war weitestgehend griechisch geprägt, auch wenn es zunehmende lokale und persische Einflüsse, vor allem in der Architektur, aber auch in der lokalen Keramikproduktion, gab.
Ein großes Palastgebäude vereinigte griechische mit persischen Stilelementen. So besaß das Haus einen gewaltigen Hof mit Kolonnaden nach griechischem Vorbild. Ebenso ist der Bauschmuck rein griechisch mit korinthischen Kapitellen und Antefixen mit Palmetten. Ein Festsaal mit 18 Säulen (3 × 6) scheint dagegen eher achämenidischer Tradition entsprochen zu haben. Auch sind viele Säulenbasen eher persisch gestaltet. Es fand sich ein Heroon aus der ersten Hälfte des 3. Jahrhunderts v. Chr., in dem ein gewisser Kineas begraben war, der als der Gründer der Stadt verehrt wurde. Eine ursprünglich dort angebrachte griechische Inschrift listet einige Weisheiten des delphischen Orakels auf und gibt an, ein Mann mit dem griechischen Namen Klearchos sei selbst nach Delphi gereist, habe die Sprüche kopiert und sie dann nach seiner Rückkehr im Heroon anbringen lassen – ein Beleg für direkte Kontakte zwischen der Stadt am Oxus und dem weit entfernten griechischen Mutterland.
Es konnten verschiedene Heiligtümer freigelegt werden; keiner dieser Tempel ist jedoch griechisch im Stil, was wiederum starke lokale Traditionen belegt. Wahrscheinlich lebten in der Stadt Griechen, Makedonen und Einheimische. Alle Gebäude fallen durch ihre großzügige Anlage auf. In einem Palast und an einem Wohngebäude im Süden der Stadt wurden die Grundmauern von zentral gelegenen Tempelräumen mit Umgangskorridor freigelegt. Solche Umgangstempel wurden auch in anderen griechisch-baktrischen Städten in Nordafghanistan gefunden. Hier liegt eine der Wurzeln dieses Bautyps; ein anderer Ursprung sind achämenidische Feuertempel. Beides gilt als Ausgangspunkt für den kuschanischen Feuertempel von Surch Kotal, und dieser wiederum bildet die Grundform der ersten buddhistischen Tempel und der späteren Hindutempel.
Zu den Funden gehören überdies zahlreiche rein griechische Kapitelle und Statuen, wobei diese wegen des Fehlens von geeignetem Stein meist aus Ton geformt waren. Bei einigen von ihnen sind nur einige Details in Marmor modelliert worden. Es fanden sich weitere Inschriften und zahlreiche Münzen, von denen keine später als Eukratides I. datiert, sowie Reste von griechischen Papyri mit bisher unbekannten philosophischen Texten.

## Das Ende der Stadt
Das Ende der Stadt wird traditionell auf die Zeit um 145 v. Chr. datiert. Es kamen wohl Nomaden aus dem Nordosten, wahrscheinlich Saken, die die Stadt und vor allem den Palast plünderten und dort Feuer legten. Die griechischen Bewohner waren wahrscheinlich schon vor dem Angriff geflohen. In den letzten Jahren ist vorgeschlagen worden, die Vorgänge anders zu datieren; demnach soll Ai Khanoum noch bis etwa 50 v. Chr. eine griechische Stadt gewesen sein.
Bald, nachdem die griechisch-makedonische Bevölkerung den Ort aufgegeben hatte, zogen jedenfalls Einheimische in die Stadt, die vorher außerhalb der Erdwälle gewohnt hatten. Die Häuser wurden nach allem Wertvollen, welches die letzten Bewohner zurückgelassen hatten, durchsucht und der Palast wurde dem Erdboben gleichgemacht. Kurze Zeit später kamen jedoch wiederum Angreifer, diesmal wahrscheinlich die Yuezhi, und plünderten die Stadt nochmals. Der Ort blieb von nun an unbewohnt; nur auf der Zitadelle gab es weiterhin eine Besiedlung bis ins Mittelalter.

## Funde aus Ai Khanoum

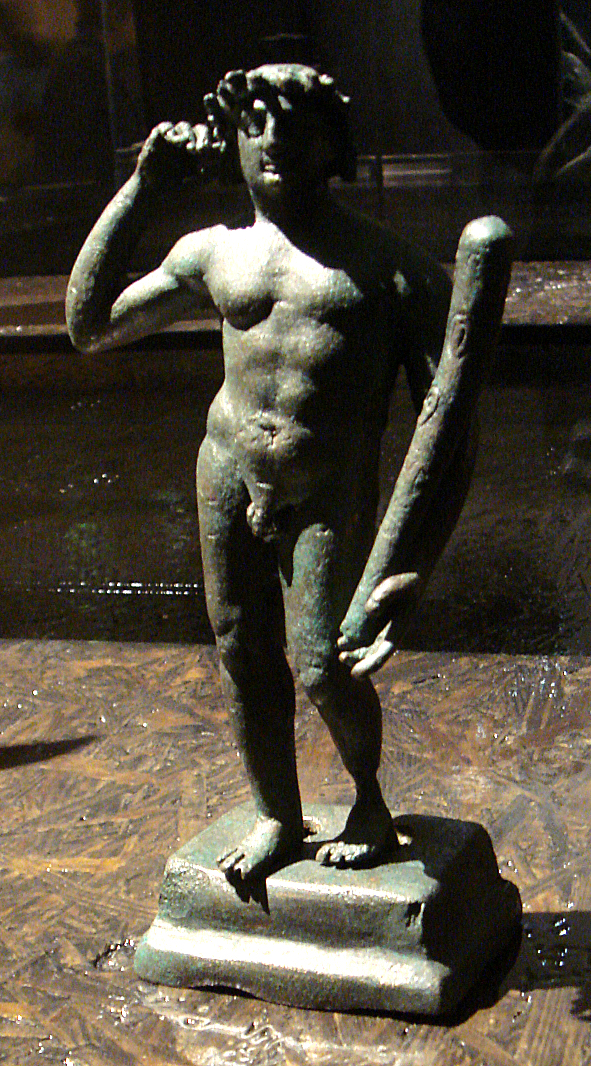
Statue des Herakles
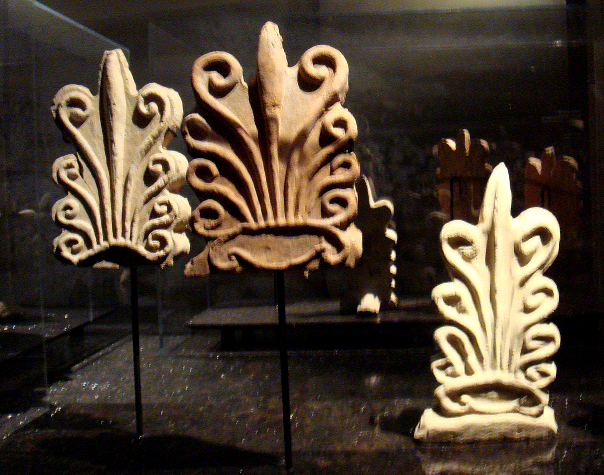
Antefixe
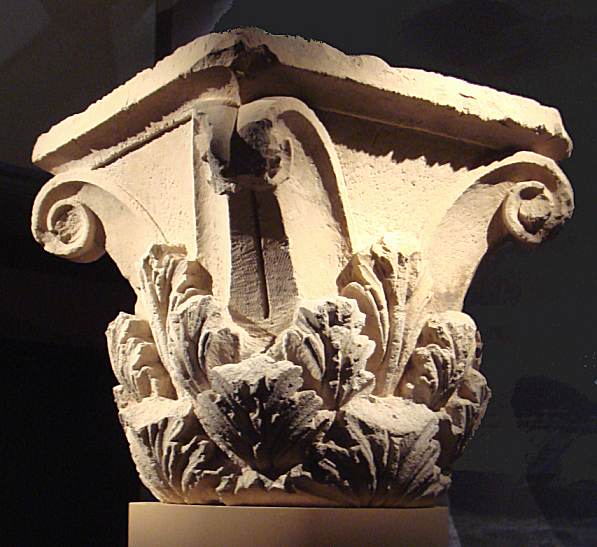
Säulenkapitell
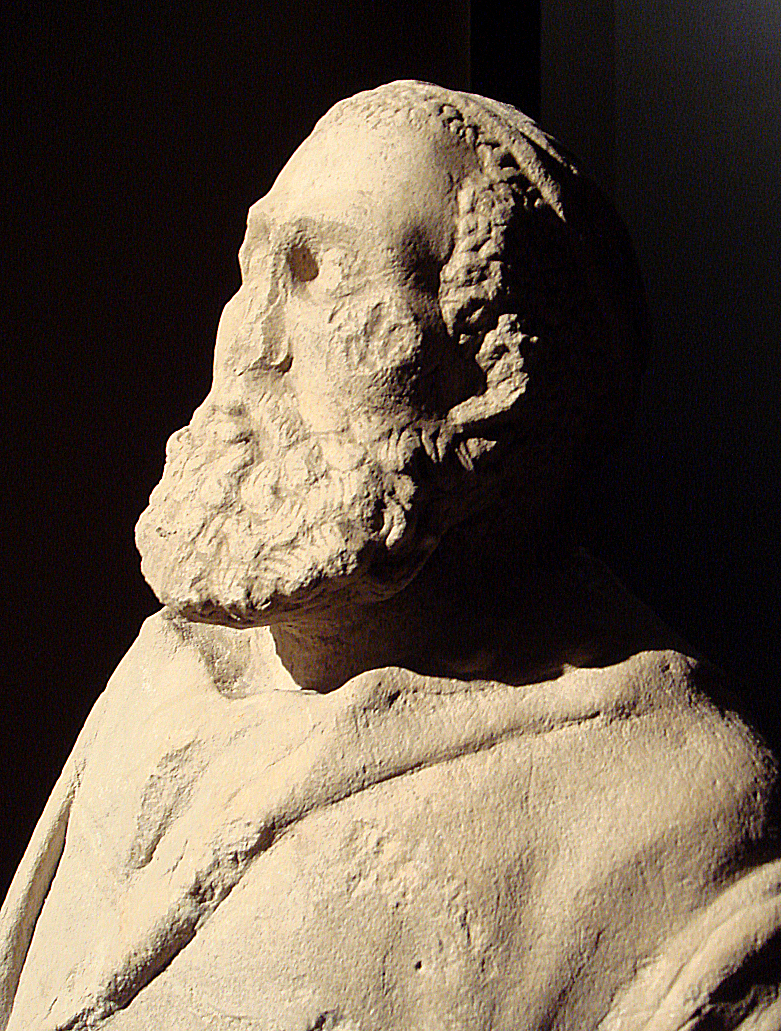
Herme (Detail)
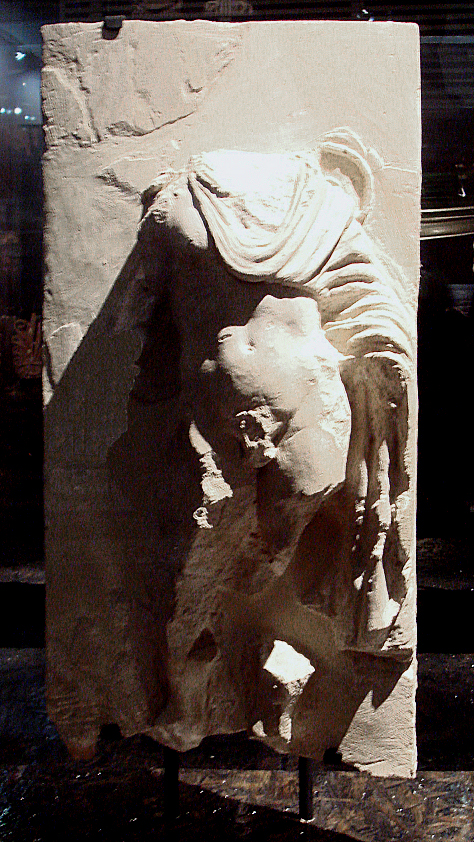
Relief mit Männerbild
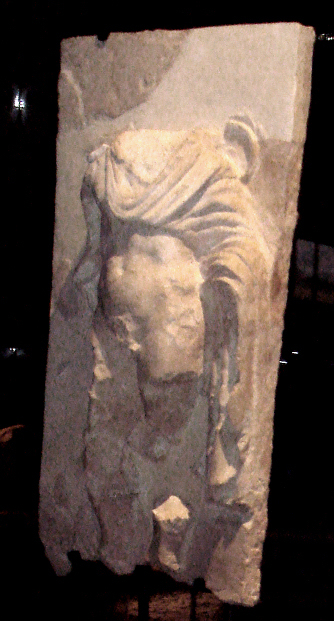
Andere Ansicht des Reliefs
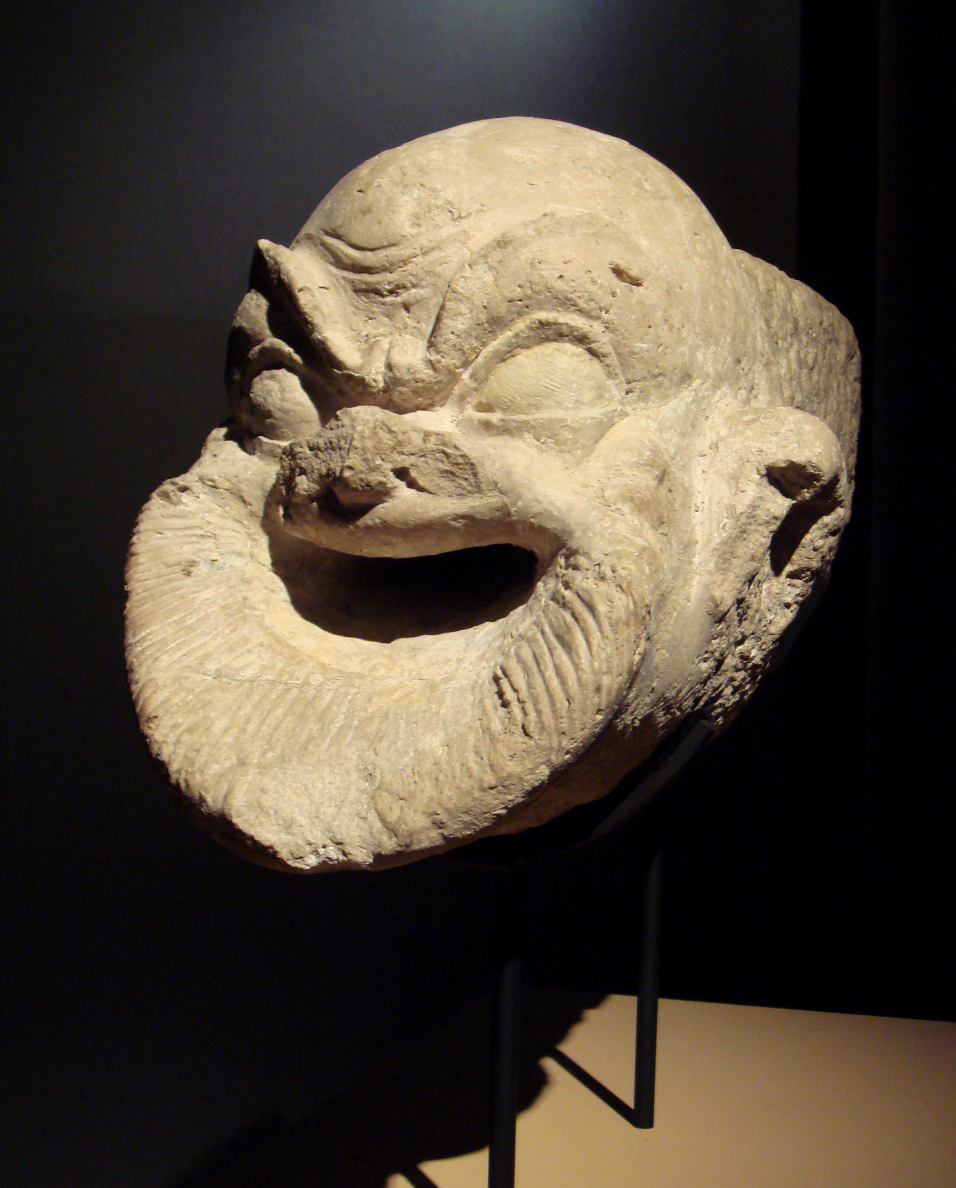
Wasserspeier
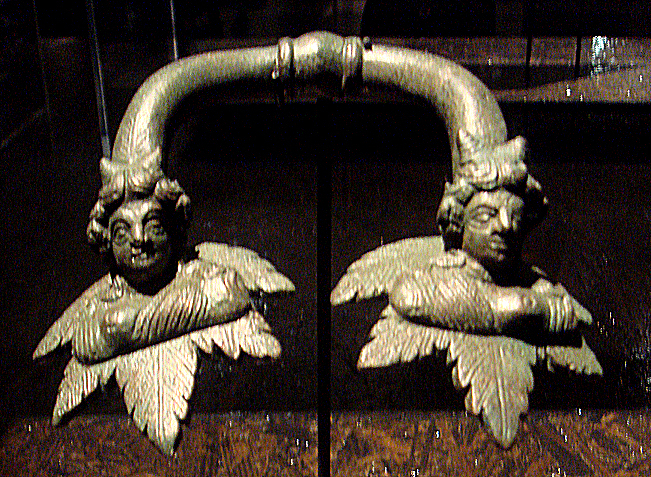
Henkel eines Bronzegeschirrs
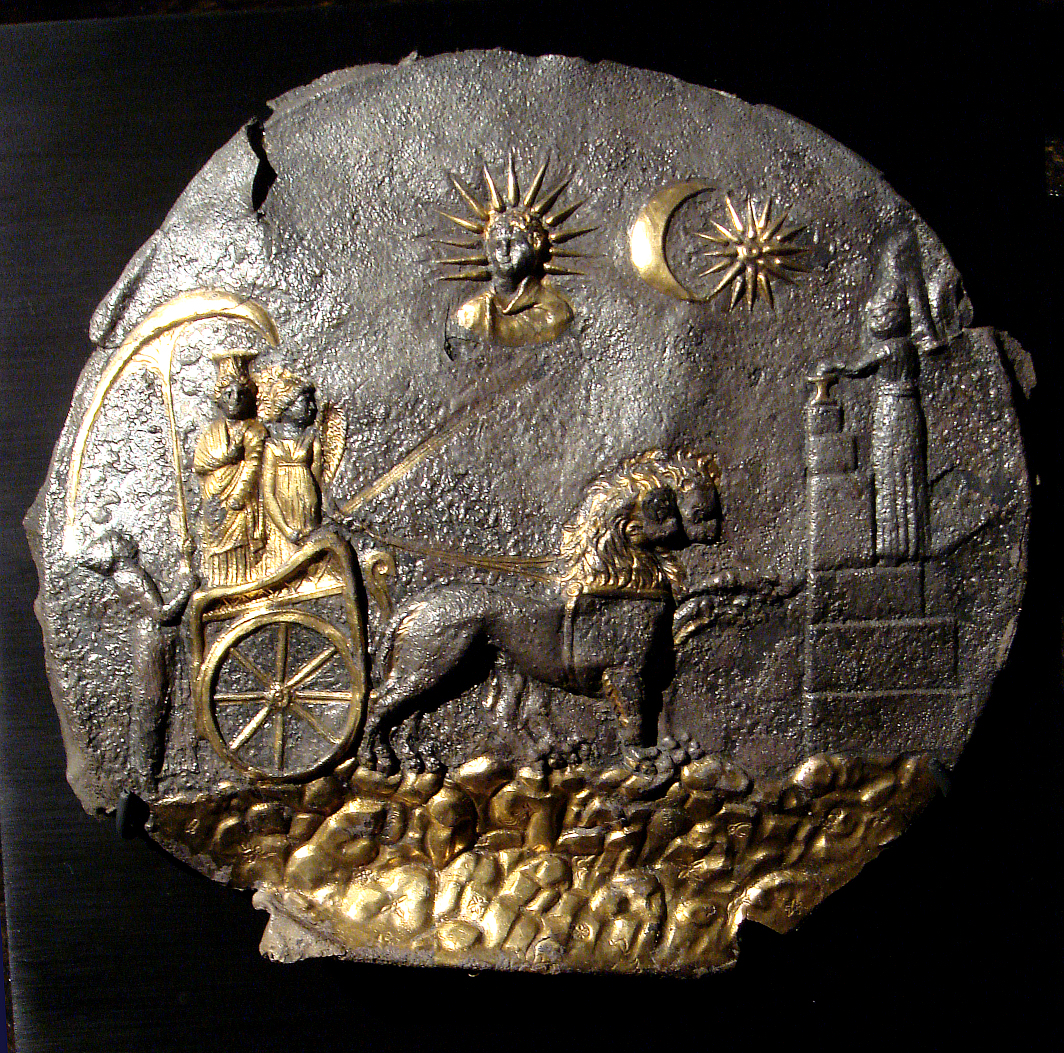
Silbertafel aus Ai Khanoum mit Bild der Kybele
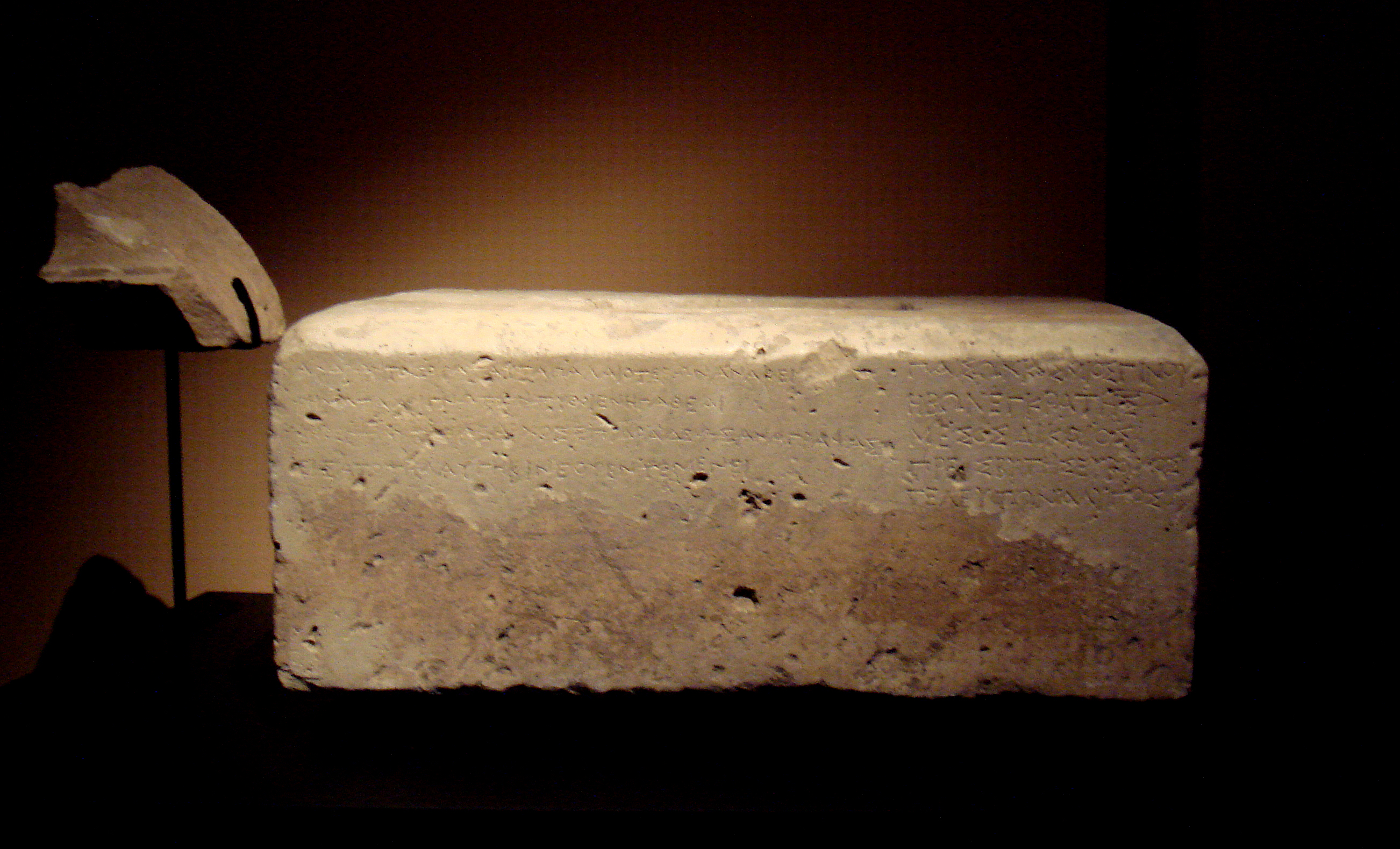
Inschriftenblock aus dem Heroon
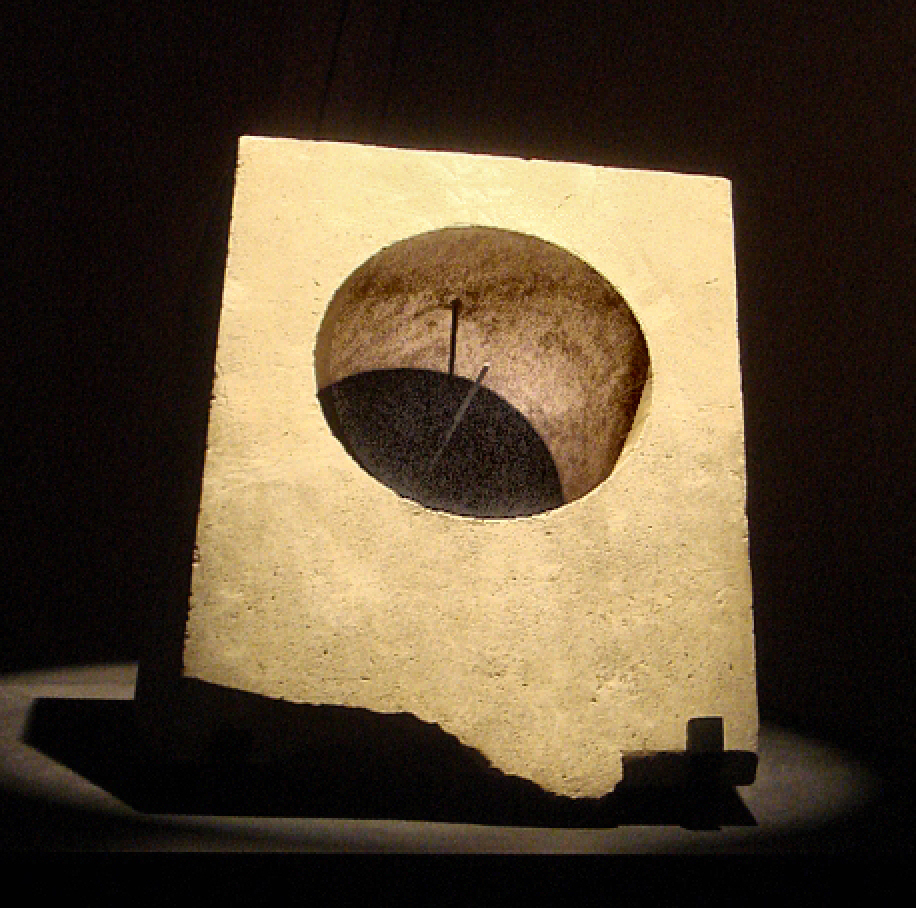
Eine der Sonnenuhren von Ai Khanoum aus dem Gymnasion